# Praktica BMS
Die Praktica BMS ist eine halbautomatische Spiegelreflexkamera der Praktica-B-Baureihe des Herstellers Pentacon aus Dresden. Sie ist baugleich mit der Praktica BM, hat aber im Gegensatz zu dieser einen Selbstauslöser.

## Produktion
Die Produktion fand in der DDR statt, viele Kameras wurden weltweit, auch in Drittländer außerhalb der sozialistischen Länder, exportiert. So waren diese Kameras wegen des guten Preis-Leistungs-Verhältnisses bei einem niedrigen Preis weltweit gefragte Konsumgüter.
Von der BMS wurden von März 1989 bis Dezember 1990 ca. 138.000 Exemplare gebaut, von der BM wurden von Dezember 1989 bis Juni 1990 ca. 11.000 Exemplare produziert.

### Baugleich mit Revue BC 2
Einige der 1990 produzierten Modelle der BMS wurden unter dem Label „Revue“, einer Eigenmarke des Versandhändlers Quelle, als Revue BC 2 gehandelt.

## Technische Merkmale
- Metalllamellenverschluss
- manuell einstellbare Zeiten: 4, 2, 1/1, 1/2, 1/4, 1/8, 1/15, 1/30, 1/60, 1/125, 1/250,1/500, 1/1000, mechanische Festzeit 1/60 Sekunde
- Belichtungsmessung: Nachführmessung
- Praktica-Bajonettanschluss, EDC (elektronische Blendenkontrolle) zur TTL-Belichtungsmessung mittels Silizium-Fotoelement
- Filmempfindlichkeit einstellbar von ASA 12 – 3200
- Belichtungskorrektur um ±2 Blendenstufen einstellbar
- pentaprismischer Sucher mit 95 % Sichtfeld, dreifache Scharfstellmöglichkeit durch Schnittbild, Mikroprismenring und Mattscheibe, rote LEDs zur Anzeige der gewählten (blinkend) und gemessenen (konstant) Belichtungszeit
- mechanischer Selbstauslöser, ca. 8s
- Blitzschuh, Blitzbereitschaftsanzeige mit grüner LED
- beim Öffnen der Rückwand rückstellendes Bildzählwerk, keine Auslösesperre bei geöffneter Rückwand
- 4 × LR44 Batterie (V 28PX, 6 Volt)

Die Praktika BMS verfügt nicht über eine automatische Belichtungseinstellung wie z. B. die Praktica BC 1, die Zeiten werden zwar elektronisch gebildet wie bei der Praktica BCA, müssen aber von Hand eingestellt werden. Lediglich die Blitzsynchronzeit von 1/60 s wird mechanisch gebildet und funktioniert ohne Batterie. Es gibt keine Anschlussmöglichkeit für den Motorwinder und keinen koaxialen Blitzanschluss. Eine seltenere Modellvariante der BMS hat statt der roten farbige LEDs zur Anzeige der Belichtungszeit.